# 斯拉夫内 (图拉州)
斯拉夫内（羅馬化：Slavnyy），旧称图拉-50（Тула-50），是俄罗斯图拉州的工人村（市级镇），属阿尔谢尼耶沃区，地处图拉州西南部，在区行政中心阿尔谢尼耶沃及州府图拉西南方，靠近该州与奥廖尔州边界。
原为封闭行政区图拉-50，2008年改设市级镇。该地2021年人口有1,796人；2010年人口1,862人。